# Doblmühle am Perlbach
Doblmühle am Perlbach (bis 2018 Doblmühle) ist ein Gemeindeteil des Markts Windorf im niederbayerischen Landkreis Passau.

## Geographie
Die Einöde liegt in der Gemarkung Albersdorf und am Zusammenfluss des Perlbachs und des Rathsmannsdorfer Mühlbachs an der Staatsstraße 2127.

## Geschichte
Doblmühle war ein Gemeindeteil von Albersdorf und wurde bei der Auflösung der Gemeinde im Jahr 1978 in die Gemeinde Windorf eingegliedert.
Zum Stichtag der Volkszählung 1987 am 25. Mai hatte Doblmühle nur ein Gebäude mit Wohnraum, und zwei Einwohner. Inzwischen können im BayernAtlas drei Hausnummern identifiziert werden.
Der ursprüngliche amtliche Name des Gemeindeteils war Doblmühle und wurde auf Antrag des Marktes Windorf durch Bescheid des Landratsamts Passau vom 7. August 2018 zum 8. August 2018 in Doblmühle am Perlbach geändert.